# Liste der Bischöfe von Ribe
Die folgenden Personen waren Bischöfe im Bistum Ribe mit Bischofssitz in der dänischen Stadt Ribe:

## Ordinarien

### Katholisch
1. ca. 947–? Odinkar der Ältere
2. 948–? Leofdag oder Liafdag
3. 988–1000 Folkbert oder Folgbert oder Fulbert oder Folbract
4. ca. 1000–1043 Odinkar der Jüngere
5. ca. 1043–1060 Val
6. ca. 1060–1085 Odder
7. ca. 1085–1122 Gerold oder Jareld
8. ca. 1122 oder ca. 1114–1134 Thore oder Thure
9. 1134–? Nothold
10. ?–1142 Asger
11. 1142–1162 Elias
12. 1162–1170(71) Radulf
13. 1171–1177 Stephan
14. 1178–1204 Omer
15. 1204–1214 Oluf
16. 1214–1230 Tuve
17. 1230–1246 Gunner
18. 1246–1273 Esger
19. 1273–1288 Tyge
20. 1288–1313 Christiern
21. 1313–1327 Jens Hee
22. 1327–1345 Jakob Splitaf
23. 1345–1364 Peder Thuresen
24. 1365–1369 Mogens Jensen
25. 1369–1388 Jens Mikkelsen
26. 1389–1409 Eskil
27. 1409–1418 Peder Lykke
28. 1418–1454 Christiern Hemmingsen
29. 1454–1465 Henrik Stangeberg
30. 1465–1483 Peder Nielsen Lodehat
31. 1483–1498 Hartvig Juel († 1500)
32. 1499–1534 Iver Munk
33. 1534–1536 Olaf Munk (Adjunkt seines Onkels)

### Evangelisch
1. 1537–1541 Johann Wenth
2. 1541–1561 Hans Tausen
3. 1562–1569 Poul Madsen
4. 1569–1594 Hans Laugesen
5. 1595–1614 Peder Jensen Hegelund
6. 1614–1629 Iver Iversen
7. 1629–1634 Jens Dinesen Jersin
8. 1635–1643 Hans Brorchardsen
9. 1643–1650 Erik Monrad
10. 1650–1681 Peder Jensen Kragelund
11. 1681–1693 Christen Jensen Lodberg
12. 1693–1701 Ancher Anchersen
13. 1701–1712 Christian Muus
14. 1712–1713 Johannes Ocksen
15. 1713–1731 Laurids Thura
16. 1731–1741 Matthias Anchersen
17. 1741–1764 Hans Adolph Brorson
18. 1764–1773 Jørgen Carstens Bloch
19. 1773–1774 Eiler Hagerup der Jüngere
20. 1774–1786 Tønne Bloch
21. 1786–1811 Stephan Middelboe
22. 1811–1818 Victor Christian Hjort
23. 1819 Stephan Tetens
24. 1819–1825 Jens Michael Hertz
25. 1825–1831 Conrad Daniel Koefoed
26. 1831–1833 Nikolai Fogtmann
27. 1833–1849 Tage Christian Müller
28. 1850–1867 Jacob Brøgger Daugaard
29. 1867–1895 Carl Frederik Balslev
30. 1895–1901 Viggo Gøtzsche
31. 1901–1922 Gabriel Koch
32. 1923–1930 Oluf Olesen
33. 1930–1939 Søren Mejsen Westergaard
34. 1939–1949 Carl Immanuel Scharling
35. 1949–1956 Morten Christian Lindegaard
36. 1956–1980 Henrik Dons Christensen
37. 1980–1991 Helge Skov
38. 1991–2003 Niels Holm
39. 2003–2014 Elisabeth Dons Christensen
40. 2014–heute Elof Westergaard